# Johannes d’Outrein

Johannes d’Outrein

Johannes d’Outrein (niederländisch: Johan (Jan) d’Outrein; * 17. Oktober 1662 in Middelburg; † 24. Februar 1722 in Amsterdam) war ein niederländischer Prediger, Schriftsteller und Verfasser evangelischer theologischer Werke.

## Leben
Johannes d’Outrein studierte in Franeker, wo er 1682 den Doktortitel erwarb, wurde 1685 Prediger in Oost-Zanen, 1687 in Franeker, 1691 in Arnheim, 1703 in Dordrecht und 1708 in Amsterdam, wo er 1722 starb.

## Werke
- Gods Tabernakel onder de menschen ende de Heerlykheid des Soons Gods (over Joh. 1. 14.) mitsgaders het heilig sabbath- en jubeljaar (over Lev. xxv. 1–13.). Amsterdam 1701
- De redenen van vrees en hoop, Gerard Borstius. Amsterdam 1705
- Roosendaalsche vermaaklykheden of Wegwyser door de Heerlykheit Roosendaal. Amsterdam 1700, 1712, 1718
- Schrifftmässige Erklärung der Evangelischen Parabolen, Übersetzung aus dem Lateinischen und Niederländischen. Franckfurt und Leipzig 1717
- Gesangen of nuttige bestedingen der afgebroken uren. Amsterdam 1717
- De geestelijke tempelbouw, ter gelegentheid van de Inwijdinge van de Herboude Kerk te Ransdorp. Amsterdam 1720
- Het Gouden Kleinoot Van de Leere der Waarheit Die naar die Godsaligheid is; Vervattet in den Heidelbergschen Catechismus. J. Boom, Amsterdam 1719.
- Korte Schets der godlyke Waarheden, Soo als die in haare natuurlyke ordre te samen geschakelt zijn. Amsterdam 1718 (und öfters).

## Biografie
- P. G. Witsen Geysbeek: Biographisches anthologisches und kritisches Wörterbuch der Niederdeutschen Dichter. 1824
- F. Jos. van den Branden und J.G. Frederiks: Biographisches Wörterbuch der Nord- und Südniederländischen Schriftkunde. 1888–1891
- K. ter Laan: Schriftkundiges Wörterbuch für Nord und Süd. 1941